# Lijst van nummer 1-hits in de Nederlandse Top 40 in 1977
Deze hits stonden in 1977 op nummer 1 in de Nederlandse Top 40.
| Nummer | Datum        | Artiest                       | Titel                           |
| ------ | ------------ | ----------------------------- | ------------------------------- |
| 184    | 1 januari    | Chicago                       | If you leave me now             |
| 185    | 8 januari    | Queen                         | Somebody to love                |
|        | 15 januari   | Queen                         | Somebody to love                |
|        | 22 januari   | Queen                         | Somebody to love                |
| 186    | 29 januari   | Boney M.                      | Sunny                           |
| 187    | 5 februari   | Smokie                        | Living next door to Alice       |
|        | 12 februari  | Smokie                        | Living next door to Alice       |
|        | 19 februari  | Smokie                        | Living next door to Alice       |
| 188    | 26 februari  | Julie Covington               | Don't cry for me Argentina      |
|        | 5 maart      | Julie Covington               | Don't cry for me Argentina      |
|        | 12 maart     | Julie Covington               | Don't cry for me Argentina      |
|        | 19 maart     | Julie Covington               | Don't cry for me Argentina      |
| 189    | 26 maart     | Fleetwood Mac                 | Go your own way                 |
|        | 2 april      | Fleetwood Mac                 | Go your own way                 |
|        | 9 april      | Fleetwood Mac                 | Go your own way                 |
| 190    | 16 april     | Smokie                        | Lay back in the arms of someone |
|        | 23 april     | Smokie                        | Lay back in the arms of someone |
| 191    | 30 april     | Pussycat                      | My broken souvenirs             |
| 192    | 7 mei        | Gibson Brothers               | Non-stop dance                  |
|        | 14 mei       | Gibson Brothers               | Non-stop dance                  |
| 193    | 21 mei       | Guys 'n' Dolls                | You're my world                 |
|        | 28 mei       | Guys 'n' Dolls                | You're my world                 |
|        | 4 juni       | Guys 'n' Dolls                | You're my world                 |
| 194    | 11 juni      | Boney M.                      | Ma Baker                        |
|        | 18 juni      | Boney M.                      | Ma Baker                        |
|        | 25 juni      | Boney M.                      | Ma Baker                        |
|        | 2 juli       | Boney M.                      | Ma Baker                        |
|        | 9 juli       | Boney M.                      | Ma Baker                        |
|        | 16 juli      | Boney M.                      | Ma Baker                        |
| 195    | 23 juli      | Baccara                       | Yes Sir, I Can Boogie           |
|        | 30 juli      | Baccara                       | Yes sir, I can boogie           |
|        | 6 augustus   | Baccara                       | Yes sir, I can boogie           |
| 196    | 13 augustus  | Dillinger                     | Cokane in my brain              |
|        | 20 augustus  | Dillinger                     | Cokane in my brain              |
|        | 27 augustus  | Dillinger                     | Cokane in my brain              |
|        | 3 september  | Dillinger                     | Cokane in my brain              |
| 197    | 10 september | Donna Summer                  | I feel love                     |
| 198    | 17 september | Baccara                       | Sorry, I'm a lady               |
| 199    | 24 september | Danny Mirror                  | I remember Elvis Presley        |
|        | 1 oktober    | Danny Mirror                  | I remember Elvis Presley        |
| 200    | 8 oktober    | Long Tall Ernie & The Shakers | Do you remember                 |
|        | 15 oktober   | Long Tall Ernie & The Shakers | Do you remember                 |
|        | 22 oktober   | Long Tall Ernie & The Shakers | Do you remember                 |
|        | 29 oktober   | Long Tall Ernie & The Shakers | Do you remember                 |
| 201    | 5 november   | Vader Abraham                 | 't Smurfenlied                  |
|        | 12 november  | Vader Abraham                 | 't Smurfenlied                  |
|        | 19 november  | Vader Abraham                 | 't Smurfenlied                  |
|        | 26 november  | Vader Abraham                 | 't Smurfenlied                  |
|        | 3 december   | Vader Abraham                 | 't Smurfenlied                  |
|        | 10 december  | Vader Abraham                 | 't Smurfenlied                  |
|        | 17 december  | Vader Abraham                 | 't Smurfenlied                  |
| 202    | 24 december  | Wings                         | Mull of Kintyre                 |
|        | 31 december  | Wings                         | Mull of Kintyre                 |